# John Hardyng
John Hardyng, né dans le Nord de l'Angleterre en 1378 et mort après 1465, est un poète et chroniqueur anglais.

## Biographie
Élevè dans la famille de Henry Percy, il se porte volontaire en 1403 pour combattre les Écossais sous les ordres de lord Douglas à la bataille de Shrewsbury. Il devient ensuite connétable du château de Warkworth au service de Robert Umfraville et fait partie de la suite d'Umfraville à la bataille d'Azincourt en 1415 et dans la bataille navale devant Harfleur en 1416.
En 1424, il est à Rome, où, à la demande du cardinal Beaufort, il consulte la chronique de Trogue Pompée. À la mort d'Umfraville en 1436, il se retire au Prieuré des Augustins de South Kyme, où il écrit les deux versions de sa chronique et où il vit probablement jusqu'à sa mort vers 1465.
Sa Chronique d'Angleterre sous le règne d’Édouard IV, écrite en vers, est publiée à Londres en 1543.